# Idaea lacteipennis
Idaea lacteipennis är en fjärilsart som beskrevs av Butler 1889. Idaea lacteipennis ingår i släktet Idaea och familjen mätare. Inga underarter finns listade i Catalogue of Life.